# سرگی باوتین
سرگی باوتین (انگلیسی: Sergei Bautin؛ زادهٔ ۱۱ مارس ۱۹۶۷) بازیکن هاکی روی یخ اهل اتحاد جماهیر شوروی سوسیالیستی بود.